# Callaïs

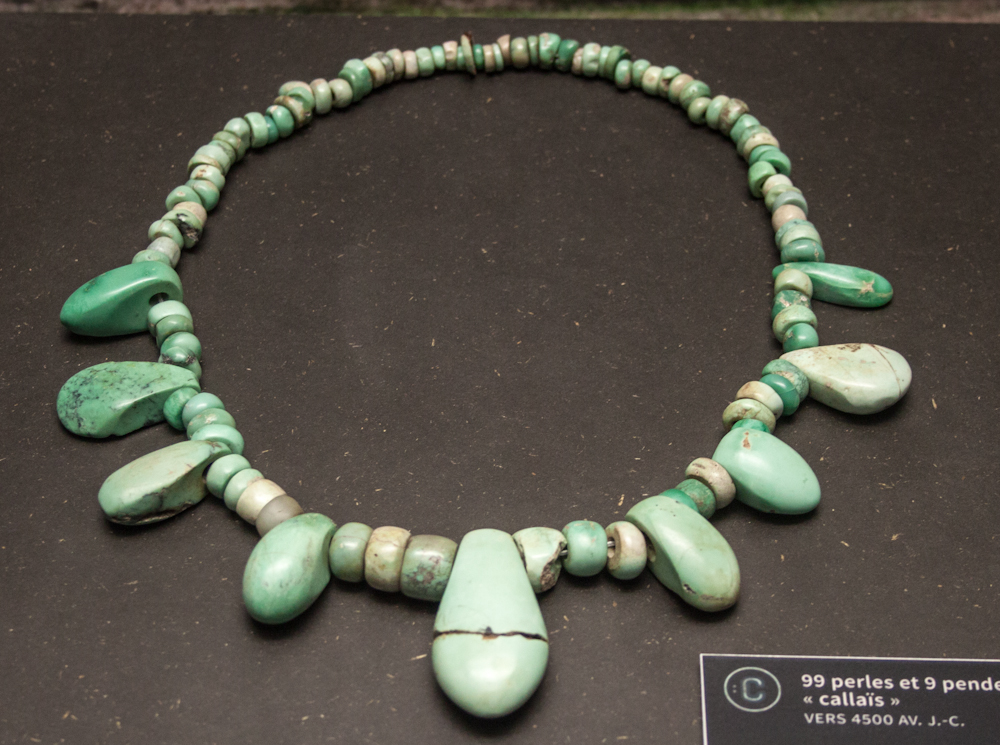
99 kőgyöngyből és kilenc függőből álló callaïs nyaklánc. Darabjait a korai kutatók találták, ők is állították össze, valószínűleg önkényesen

Callaïs a neve az elsősorban nyugat-európai régészeti lelőhelyeken található, újkőkori eredetű, kékeszöld kövekből álló ékszereknek. Ezekből a bretagne-i Carnac környékén, a megalitikus kultúrák ottani lelőhelyein az elmúlt évtizedekben 762 darab gyöngy alakúra csiszolt és 39 függő alakú darabot gyűjtöttek a régészek, amelyeket mind az i. e. 5. és az i. e. 3. évezred közé datáltak. A kutatások legfrissebb eredményeit 2015-ben nagy időszaki kiállításon tárta a látogatók elé a carnaci Musée de Préhistoire, majd az anyag beépült a múzeum állandó kiállításába. Ásványtanilag a kövek anyaga általában variszcit, ritkábban muszkovit, malachit vagy türkiz. A régebben fellelt ékkövek egy része Vannes történelmi és régészeti múzeumában látható.

## Az elnevezés eredete
Az ókorban idősebb Plinius írt a Naturalis historia című enciklopédiájában callais nevű kövekről, amik nála a lapis lazulihoz hasonló, de annál sápadtabb kövek voltak. Ezért adták a kutatók a 19. században felfedezett neolitikus leleteknek ezt a nevet. Valószínűbb azonban, hogy Plinius a türkizről írt ezen a néven. Német nyelven is a Kallait a középkorban a Türkis szinonimája volt. 
Mindenesetre ezeknek a nyugat-európai neolitikus ékszereknek a neve a régészetben callaïs lett.

## Történetük
A franciaországi Morbihan megyei Carnac környékén 33 régészeti lelőhelyen a 2015-ig eltelt évtizedekben összesen 762 gyöngyöt és 39 függőt találtak a különböző európai országokból érkezett kutatók ebből fajta kőből. Ezeket a leleteket az i. e. 5. és az i. e. 3. évezred közé datálták. Egyes szakértők véleménye szerint a függők csiszolása során valószínűleg korábbi, állatfogakból készült ékszerek szolgálhattak mintául vagy legalábbis inspirációként. 
A kövek anyagát az 1970-es évektől vizsgálták modern anyagvizsgálati módszerekkel. Legtöbbjük anyag variszcit, de van köztük (ásványtanilag rokon aluminiumfoszfát) türkiz, valamint malachit is. Nyugat-Európában számos helyen találtak az újkőkor különböző szakaszaiból származó hasonló ékköveket.
A kutatók számára az egyik legfontosabb kérdés a kövek származási helyének felderítése, és így az esetleges korabeli kereskedelmi kapcsolatok kimutatása volt. A variszcit ásványi lelőhelyeit elsősorban az Ibériai-félszigeten találták meg, de felleltek ilyen ásványokat Bretagne közelében, Pannecé település mellett is. Katalónia területén megtalálták a kőkorszaki bányászkodás nyomait is a variszcit egyik előfordulási helyén, a Gavà település mellett, ahol régészeti parkot alakítottak ki. A modern anyagvizsgálati módszerek révén végül sikerült kimutatni, hogy a Carnac környékén talált callaïs az Ibériai-félsziget nyugati részéről származik, mégpedig az i. e. 4000 előtti leletek az andalúziai Encinasola környékéről, a későbbiek pedig az észak-spanyolországi Palazuelo de las Cuevas vidékéről. A carnaci kultúra korabeli kereskedelmi útvonalai az atlanti tengerpart mentén haladhattak, és nem jutottak el a mediterrán partvidékre, a mai Katalóniába.

### Callaïs-leletek Vannes történelmi és régészeti múzeumában

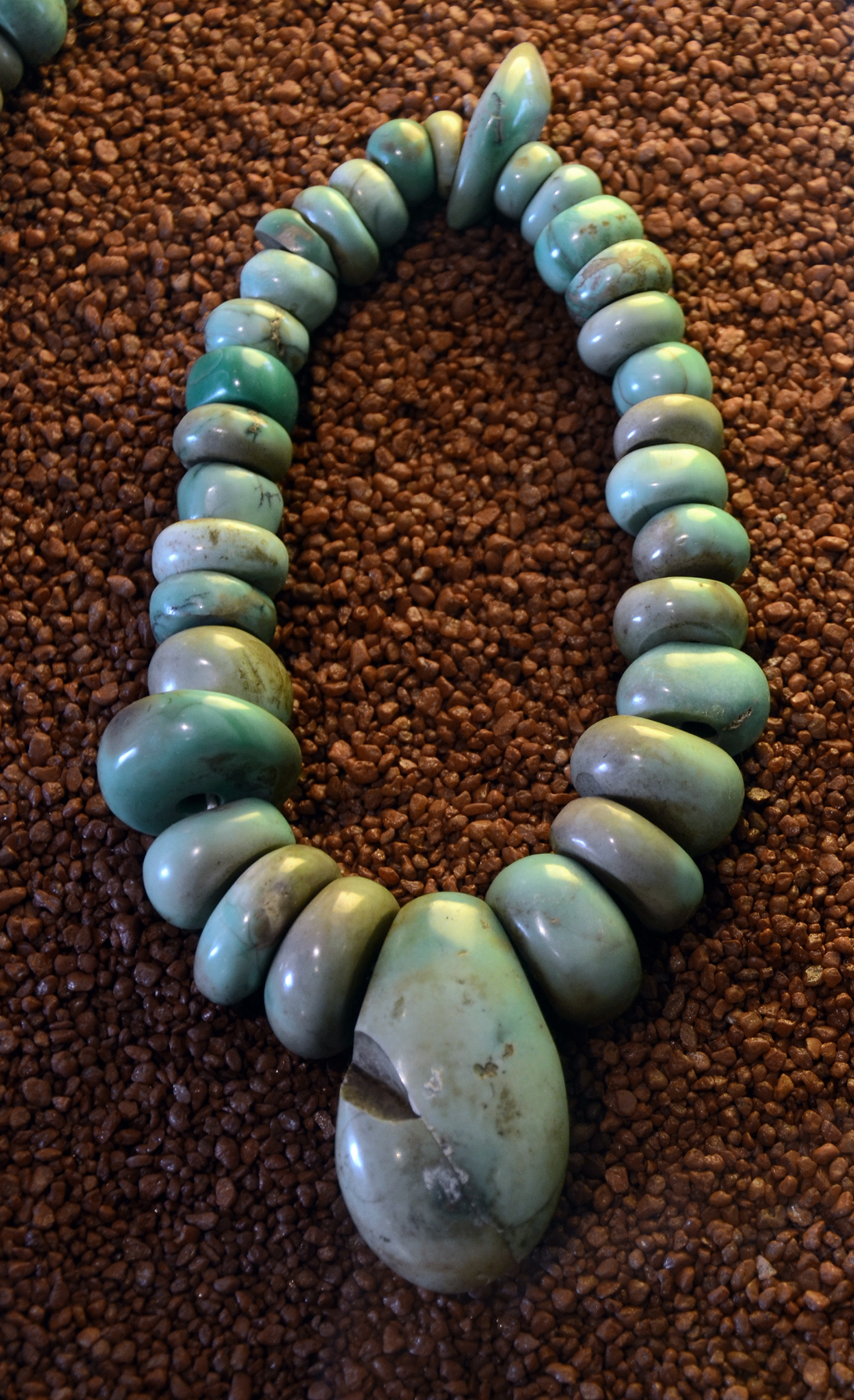
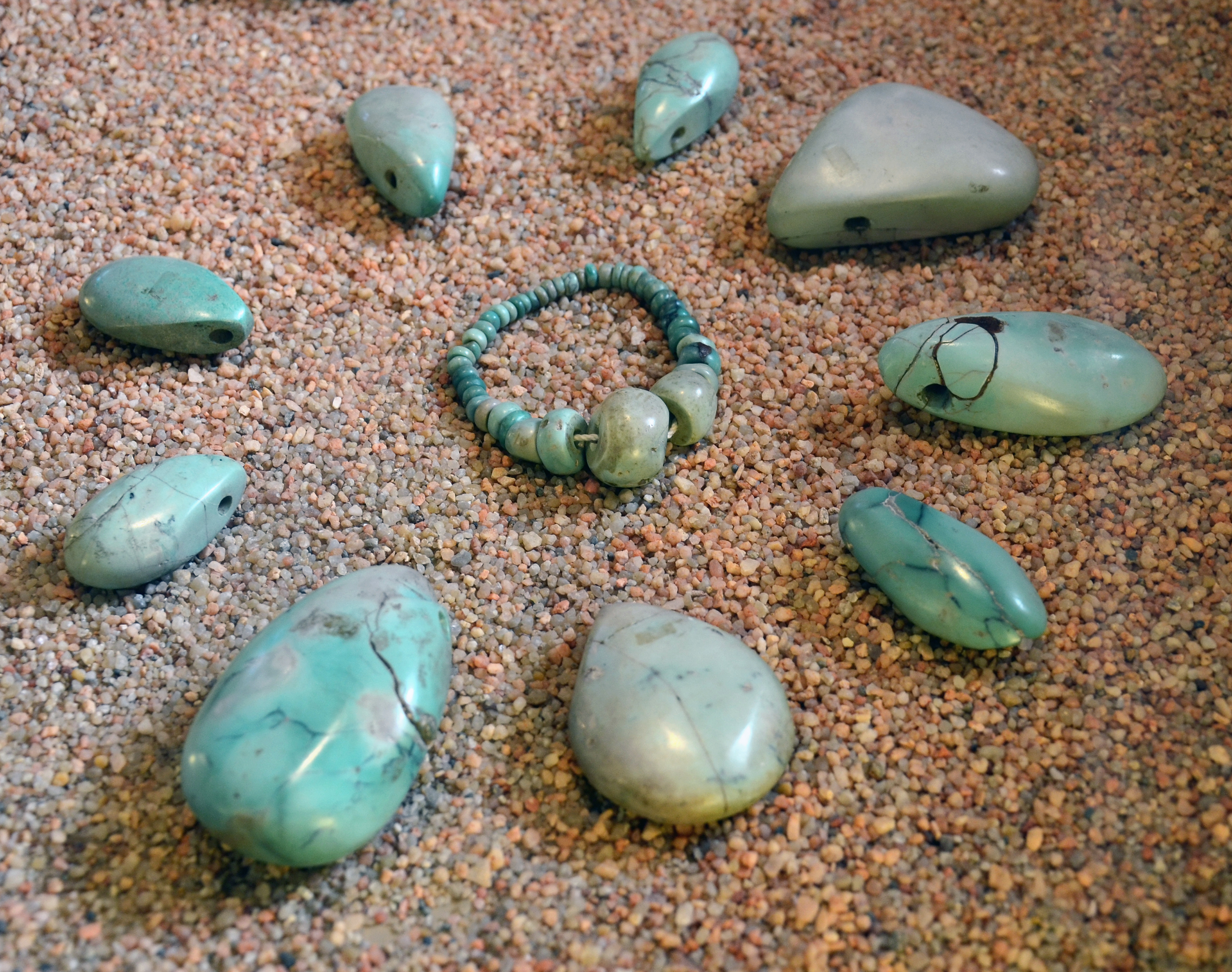
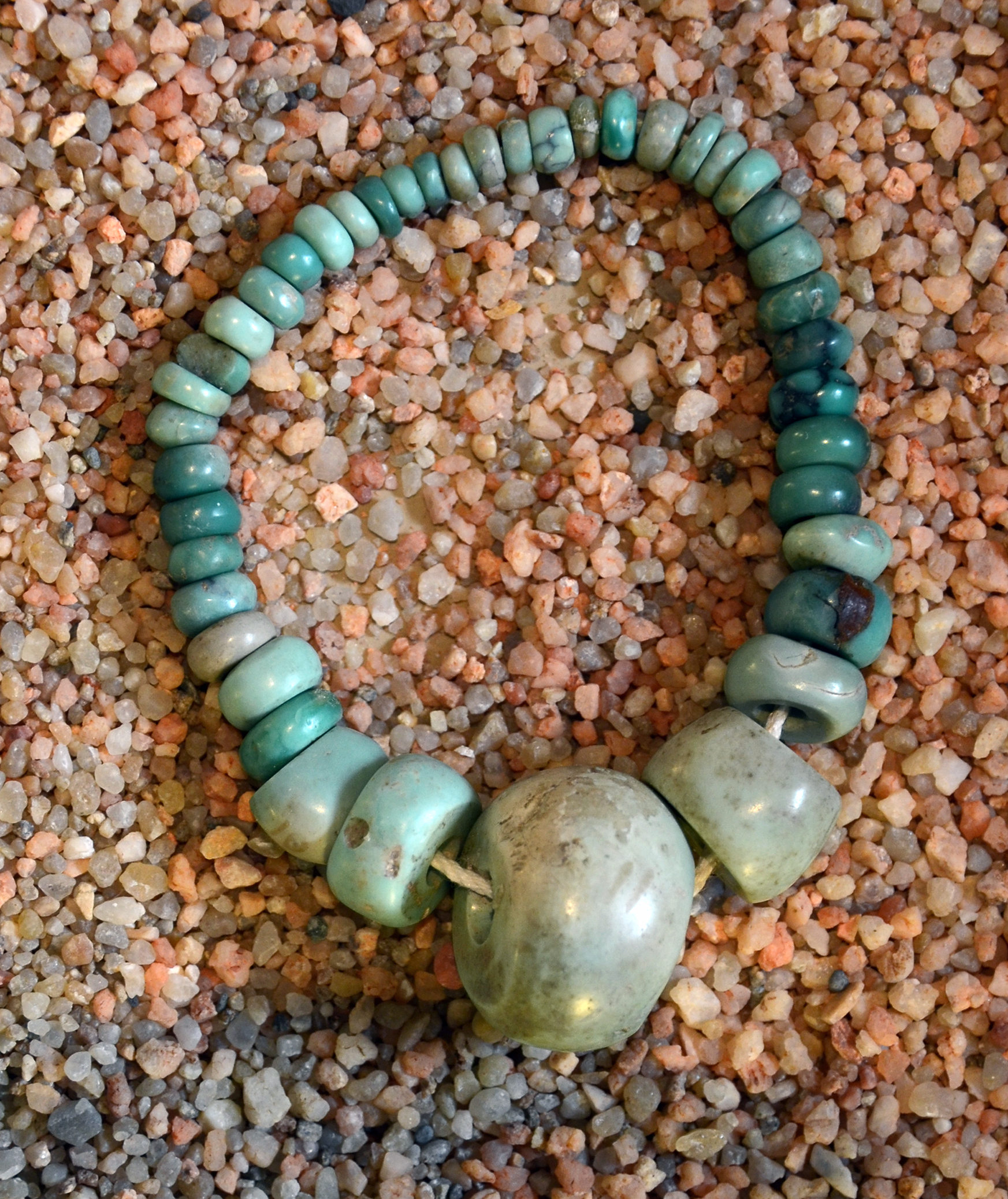